# Phao thi

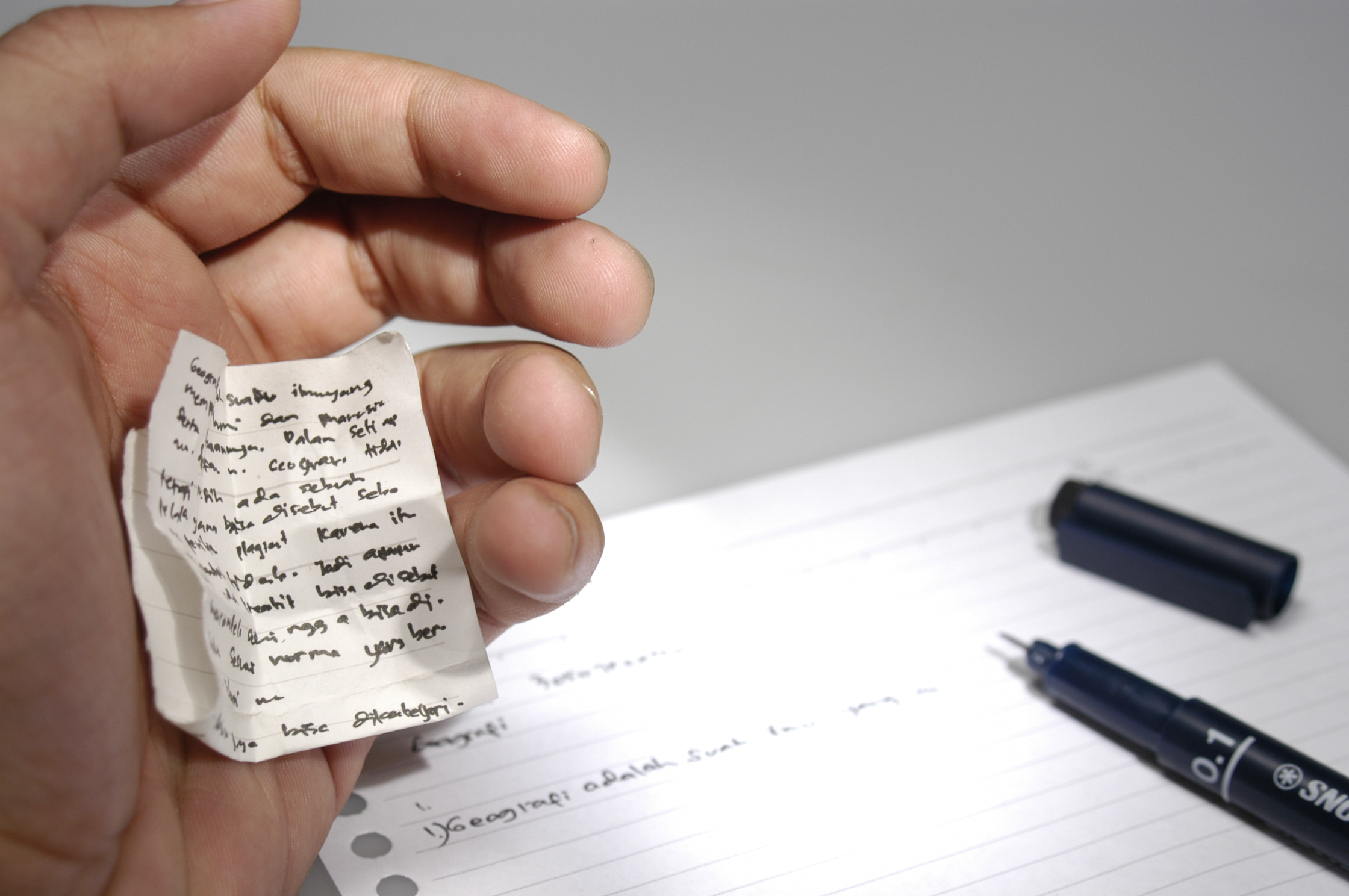
Một dạng "phao" cơ bản

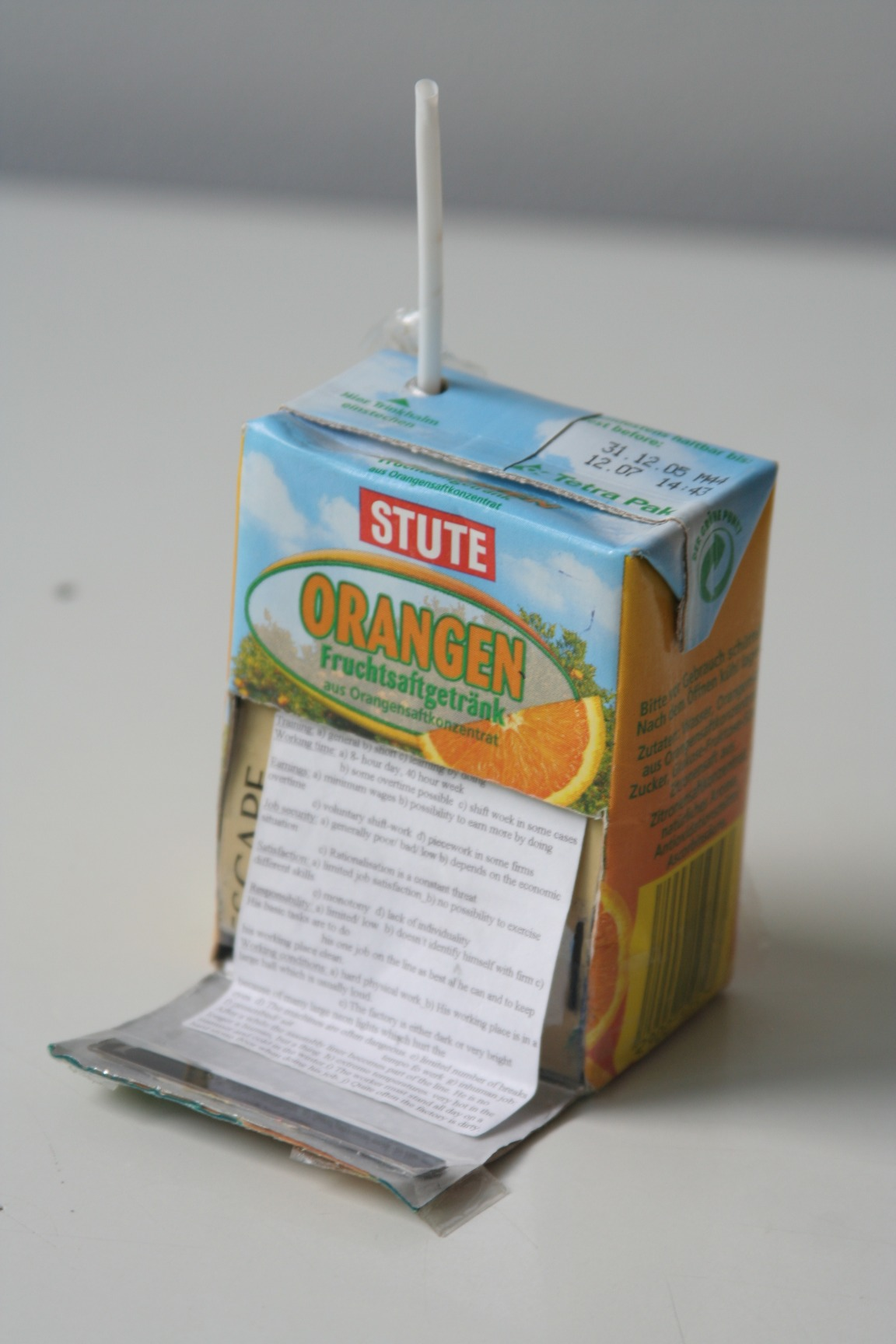
Một kỹ thuật giấu phao

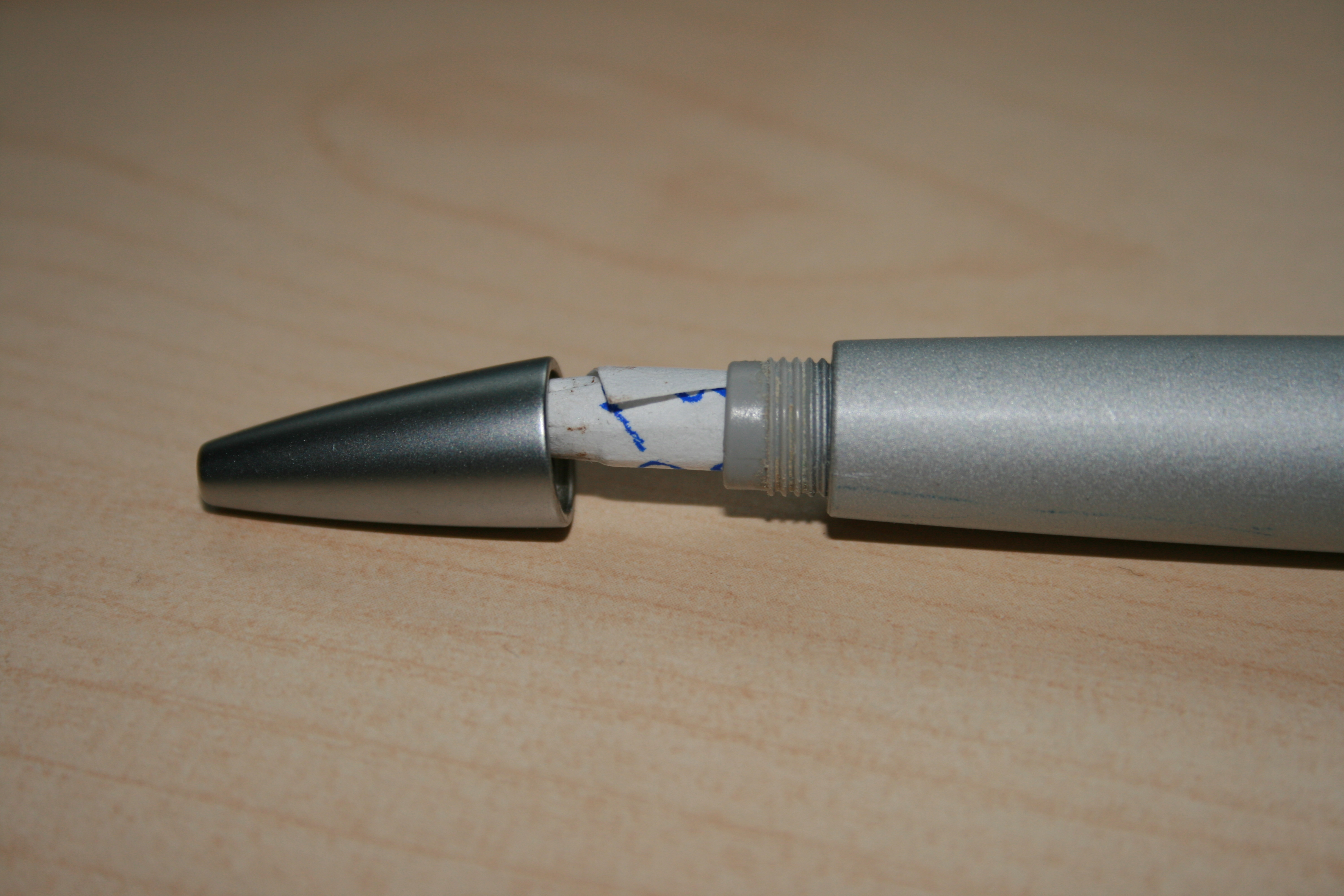
Phao thi giấu trong một bút máy

Phao thi hay còn gọi là phao cứu sinh... là những ghi chú ngắn dùng để tham khảo, gợi nhớ hoặc ghi chép. Phao thi thường là một công cụ hỗ trợ việc gian lận trong các cuộc thi cử và được bí mật sử dụng trong phòng thi mà không có sự cho phép của giám thị.
Tên gọi "phao" bắt nguồn từ hình ảnh người đang chết đuối với được phao mà giữ được tính mạng. Áp dụng vào thi cử, điều này ám chỉ việc người tham gia thi cử đang đối mặt với nguy cơ thi rớt thì thoát nạn nhờ sự giúp đỡ của tài liệu và thi đậu dù không có thực chất. Các sinh viên hiện đại thường in phao dưới dạng giấy nhỏ, cỡ chữ siêu nhỏ, nằm gọn trong bàn tay hoặc các góc khuất ánh nhìn của giám thị. Ngoài ra, với công nghệ hiện đại, phao thi có thể lưu dưới dạng văn bản điện tử trong các máy tính cầm tay hoặc thiết bị điện tử. Điều này dẫn đến việc cấm gắt gao các loại điện thoại hay thiết bị điện tử bị "tình nghi" trong các kỳ thi quan trọng ở Việt Nam.
Tuy nhiên, ở các bậc học cao hơn, khi học thuộc lòng không quan trọng bằng học hiểu, phao thi có thể được sử dụng hợp pháp. Một dạng phao hợp pháp tiêu biểu là một tờ giấy quy định sẵn kích thước để sinh viên muốn ghi gì thì ghi rồi mang vào phòng thi. Kích thước cố định của tờ giấy đảm bảo sinh viên không thể ghi hết tất cả kiến thức vào dẫn đến việc nếu không học hành nghiêm túc thì dù xem phao cũng không hiểu gì. Cần phân biệt việc này với việc "thi đề mở", khi mà sinh viên được giở sách và tài liệu chính thức trong phòng thi.
Ngoài ra, trong tiếng Anh, từ "cheat sheet" (phao) được mở rộng cho các loại phao sử dụng mà không rõ là có phạm luật hay không. Những loại giấy ghi chú hoặc tài liệu tham khảo đôi khi cũng bị gọi là cheat sheet nếu nó ngắn và có thông tin tham khảo về các thuật ngữ, mệnh lệnh hay ký hiệu mà người dùng được yêu cầu phải biết nhưng không cần phải thuộc lòng, ví dụ như danh sách phím tắt của một chương trình máy vi tính hay tình huống dùng "phao" của thủ môn trong Giải vô địch bóng đá thế giới 2006.

## Trên thế giới
Phao thi được sử dụng rộng rãi trên thế giới. Nó thường được gắn liền với các sinh viên, nhưng những người ở các độ tuổi và nghề nghiệp khác nhau cũng sử dụng.
Phao thi đặc biệt nổi bật tại Trung Quốc, đặc biệt là trong các cuộc thi đại học (gọi là gaokao - Cao khảo), vốn được coi là "kì thi quan trọng nhất mỗi công dân Trung Hoa có thể tham gia". Với những tính chất khắc nghiệt của cuộc thi, việc dùng phao thi, nhất là phao công nghệ cao, phổ biến tới mức đã có trường hợp hơn 2000 sinh viên trút giận lên các giám thị coi thi vì không cho họ gian lận. Họ đã ném đá vào giám thị và gào thét rằng "chúng tôi muốn công bằng, Sẽ không có công bằng nếu các anh không cho chúng tôi... gian lận". Trong số các phao thi bị bắt quả tang đang được sử dụng, chính quyền gặp phải rất nhiều loại "máy truyền phao" mang tính chất bí mật như các máy quay và máy thâu phát tín hiệu siêu nhỏ gắn trong kính mắt, đồng xu, cục tẩy, và thậm chí là áo ngực phụ nữ để truyền phao từ bên ngoài vào phòng thi. Có thiết bị có giá lên đến 2.500 đô la Mỹ. Có thí sinh còn mang vào cả một hệ thống cực kỳ công phu gồm ăng-ten, tai nghe, pin, điện thoại truyền phát, bút bi chụp hình. Cả hệ thống được gắn vào một cái áo ba lỗ. Để đấu trí với các sĩ tử, cảnh sát đã được huy động để truy quét các nhóm dùng công nghệ không dây để truyền phao vào phòng thi  trong khi giám thị dùng máy dò sóng và máy dò kim loại  để phát hiện các đường truyền phát thông tin không dây từ trong phòng thi ra ngoài.
Các cuộc triển lãm phao thi đã được tổ chức thu hút nhiều khách tham quan với các loại phao đa dạng từ hình thức đến nội dung. Một triển lãm "phao thi" tại trung tâm mua sắm tại thành phố Yekaterinburg của Nga đã giới thiệu hơn một trăm năm mươi cách gian lận thi cử. Tất cả phao trưng bày đều là các thiết kế gốc của những học sinh, sinh viên sử dụng thành công tại các kỳ thi trong những năm khác nhau với đủ chiêu thức hoạt động như: gấp hình đàn gió, dùng nước in chữ siêu nhỏ lên băng dính trong suốt, giấu dưới móng tay giả hay cho trực thăng đồ chơi đưa vào khi giám thị phân tâm. Triển lãm này được cho là phá vỡ mọi kỷ lục về lượng khách đến tham quan. Tại Đức, một triển lãm được tổ chức tại Bảo tàng truyền thông Frankfurt đã giới thiệu một nghìn loại phao từ khắp nơi trên thế giới được sinh viên sáng tạo trong hàng trăm năm qua. Trong số các hiện vật khác thường nhất có phao đặc biệt trên nhãn chai Fanta. Theo người phụ trách, khoảng 20% sinh viên ở Đức dùng phao khi thi và chỉ 1/5 bị phát hiện. Một học sinh trung học ở Kazakhstan cũng "nổi tiếng" khi bị tịch thu "phao thi" tự chế có chiều dài 11 mét, chứa 25.000 đáp án cho tất cả các môn thi.
Một tình huống dùng phao gây sự chú ý lớn là tình huống dùng "phao" của thủ môn Jens Lehmann của Đội tuyển bóng đá quốc gia Đức trong trận tứ kết với đội Argentina tại giải vô địch thế giới World Cup vào ngày 30 tháng 6 năm 2006. Trước sự tấn công của đội Argentina, hàng triệu người xem trên thế giới đã chứng kiến Jens Lehmann rút trong vớ ra mẩu giấy viết bằng bút chì dài khoảng 9 – 10 inch để đọc rồi cất vào chỗ cũ. Cái "phao" đó về sau được tiết lộ là chứa lời mách nước của huấn luyện viên về cách tấn công sút phạt đền của các cầu thủ Argentina. Lehmann đã cứu hai quả phạt đền và được ca ngợi. Tại một cuộc đấu giá, Công ty Energie Baden-Wuerttenberg mua cái phao với giá một triệu Euro và quyên tặng nó cho bảo tàng lịch sử tại Bonn. Số tiền một triệu euro dùng mua phao được dùng làm từ thiện.

## Tại Việt Nam
Phao thi hiện vẫn còn là một hiện tượng tiêu cực thường thấy tại Việt Nam. Bất chấp các biện pháp nghiêm ngặt được áp dụng, việc sử dụng phao vẫn xuất hiện và gây nhiều sự bức xúc trong dư luận. Các vùng dùng phao gần như công khai thường là các vùng sâu hoặc các khu vực có sự làm việc thiếu nghiêm túc hoặc tiêu cực của hội đồng coi thi. Các hiện tượng ném phao thi, dùng thang đưa phao vào phòng thi, "phao" thi dùng xong vứt "trắng sân trường", bán "phao" công khai, clip quay cảnh tiêu cực có cảnh dùng phao,... đã nhận nhiều sự quan tâm của dư luận. Có những cửa hàng đã bán công khai phao với giá 1,8 triệu đồng một bộ.